# Mmm…cookies - Sweet Hamster Like Jewels from America!
mmm...cookies - Sweet Hamster Like Jewels From America! is een ep, op 5 december 2008 uitgebracht door Linkin Park. De cd is een onderdeel van een pakket aan artikelen dat de leden van de Linkin Park Underground krijgen na vernieuwing van de jaarlijkse termijn. Het is de achtste editie van de Underground. 
Vanuit de fanbase ontstond teleurstelling nadat de band enkele jaren achter elkaar slechts live-uitvoeringen van de band op de cd zette. In september maakte Mike Shinoda bekend dat het album nieuwe nummers zou bevatten. Op 29 november 2008 lekte de MMM...Cookies op het internet en dit leidde tot vele vraagtekens of dit wel de achtste Linkin Park Underground cd was. Zowel de titel als de tracklist weken af van de voorgaande cd's, doordat de voorgaande ep's "Linkin Park Underground" in de titel hadden staan. Daarnaast hebben de nummers op de cd aparte titels. 
De nummers zijn door Shinoda beschreven als "cookies", van toon lichte nummers die tijdens het opnemen van albums zijn ontstaan, merendeels als grap. Zij zijn ontstaan als humoristische afwisseling in contrast met de meestal thematisch zware nummers op de studioalbums. 

## Tracklist
Alle muziek en teksten zijn geschreven door Linkin Park. 
| Nr. | Titel                    | Duur  |
| --- | ------------------------ | ----- |
| 1.  | You Ain't Gotsa Gotsa    | 00:58 |
| 2.  | Bubbles                  | 02:22 |
| 3.  | No Laundry               | 00:57 |
| 4.  | Da Bloos                 | 01:17 |
| 5.  | PB N' Jellyfish          | 01:55 |
| 6.  | 26 Lettaz in Da Alphabet | 03:34 |